# Ledio Beqja
Ledio Beqja (Castiglione del Lago, 18 de junio de 2001) es un futbolista italiano, nacionalizado albanés, que juega en la demarcación de centrocampista para el Győri ETO F. C. de la Nemzeti Bajnokság I.

## Trayectoria
Tras formarse como futbolista en el FK Sukthi, y posteriormente en el KF Teuta Durrës, finalmente el 23 de enero de 2019 debutó con el primer equipo en la Copa de Albania contra el KS Lushnja, encuentro que finalizó con un resultado de 1-3 a favor del conjunto del Teuta. Su debut en liga se produjo cuatro meses después, el 26 de mayo, contra el KS Kastrioti Krujë.

## Clubes
| Club            | País    | Año       | Partidos | Goles |
| --------------- | ------- | --------- | -------- | ----- |
| KF Teuta Durrës | Albania | 2018-2025 | 151      | 6     |
| Győri ETO F. C. | Hungría | 2025-     | 5        | 0     |

## Palmarés

### Campeonatos nacionales
| Título               | Club            | País    | Año  |
| -------------------- | --------------- | ------- | ---- |
| Copa de Albania      | KF Teuta Durrës | Albania | 2020 |
| Supercopa de Albania | KF Teuta Durrës | Albania | 2020 |
| Superliga de Albania | KF Teuta Durrës | Albania | 2021 |
| Supercopa de Albania | KF Teuta Durrës | Albania | 2021 |